# Puchar Słowacji w piłce siatkowej mężczyzn (2023/2024)
Puchar Słowacji w piłce siatkowej mężczyzn 2023/2024 (oficjalnie: Niké Slovenský pohár vo volejbale mužov 2023/2024) – 26. edycja siatkarskiego Pucharu Słowacji zorganizowana przez Słowacki Związek Piłki Siatkowej (Slovenská Volejbalová Federácia, SVF), jednocześnie 4. edycja turnieju o Trofeum Štefana Pipy (Trofej Štefana Pipu). Zainaugurowana została 18 października 2023 roku.
W rozgrywkach o Puchar Słowacji uczestniczyło 8 drużyn z extraligi. Rozgrywki składały się z ćwierćfinałów, półfinałów oraz finału. We wszystkich rundach rywalizacja toczyła się w systemie pucharowym. W ćwierćfinałach i półfinałach w ramach pary drużyny rozgrywały dwumecz.
Finał odbył się 11 lutego 2024 roku w miejskiej hali sportowej (mestská športová hala) w Nitrze. Po raz dziewiąty Puchar Słowacji zdobył klub VKP FTVŠ UK Bratislava, który w finale pokonał Rieker UJS Komárno. MVP finału wybrany został Juraj Zaťko.
Tytularnym sponsorem rozgrywek było przedsiębiorstwo bukmacherskie Niké.

## System rozgrywek
Rozgrywki o Puchar Słowacji w sezonie 2023/2024 składały się z ćwierćfinałów, półfinałów i finału. We wszystkich rundach rywalizacja toczyła się w systemie pucharowym. Ćwierćfinałowe i półfinałowe pary wyłonione zostały w drodze losowania. Losowanie ćwierćfinałów odbyło się 17 lipca, natomiast półfinałów – 13 listopada. Przy losowaniu par ćwierćfinałów obowiązywała zasada, że do drużyn rozstawionych dolosowywane były zespoły nierozstawione. Rozstawione zostały cztery najlepsze drużyny extraligi w sezonie 2022/2023. W ćwierćfinałach i półfinałach w ramach pary rozgrywano dwumecz. O awansie decydowała liczba zdobytych punktów meczowych. Za zwycięstwo 3:0 lub 3:1 drużyna otrzymywała 3 punkty, za zwycięstwo 3:2 – 2 punkty, za porażkę 2:3 – 1 punkt, natomiast za porażkę 1:3 lub 0:3 – 0 punktów. Jeżeli po rozegraniu dwumeczu obie drużyny miały taką samą liczbę punktów, grany był tzw. złoty set do 15 punktów z dwoma punktami przewagi jednej z drużyn. Zwycięzcy półfinałów rozegrali mecz finałowy.
| Nr | Drużyna                |
| -- | ---------------------- |
| 1  | VKP FTVŠ UK Bratislava |
| 2  | VK Mirad UNIPO Prešov  |
| 3  | TJ Spartak Myjava      |
| 4  | Rieker UJS Komárno     |

## Drużyny uczestniczące
W Pucharze Słowacji w sezonie 2023/2024 uczestniczyło 8 drużyn grających w extralidze.
| Niké extraliga (8 drużyn)                  | Niké extraliga (8 drużyn) |
| ------------------------------------------ | ------------------------- |
| Rieker UJS Komárno                         | finał                     |
| SŠŠ Trenčín-Projekt RD SVF                 | ćwierćfinał               |
| ŠVK Tatran Banská Bystrica-Slovenská Ľupča | ćwierćfinał               |
| TJ Slávia Svidník                          | ćwierćfinał               |
| TJ Spartak Myjava                          | półfinał                  |
| VK Mirad UNIPO Prešov                      | półfinał                  |
| VK Slávia SPU Nitra                        | ćwierćfinał               |
| VKP FTVŠ UK Bratislava                     | zwycięstwo                |

## Rozgrywki

### Ćwierćfinały
|  | VKP FTVŠ UK Bratislava | 5 – 1 | TJ Slávia Svidník |  |

| 18.10.2023 19:00 (UTC+2) | TJ Slávia Svidník | 0:3 (22:25, 23:25, 24:26) raport opis | VKP FTVŠ UK Bratislava | Športová hala, Svidník Widzów: 200 Sędziowie: Peter Tiňo i Ivan Hudák MVP: Rodrigo Moraes / Samuel Jurík |

| 8.11.2023 16:00 (UTC+1) | VKP FTVŠ UK Bratislava | 3:2 (25:18, 22:25, 24:26, 25:15, 15:13) raport opis | TJ Slávia Svidník | Dom športu, Bratysława Widzów: 250 Sędziowie: Miroslav Sarka i Filip Moravčík MVP: Samuel Jurík / Daniel Šellong |

|  | VK Mirad UNIPO Prešov | 6 – 0 | SŠŠ Trenčín-Projekt RD SVF |  |

| 18.10.2023 19:00 (UTC+2) | SŠŠ Trenčín-Projekt RD SVF | 0:3 (12:25, 16:25, 22:25) raport opis | VK Mirad UNIPO Prešov | Stredná športová škola, Trenczyn Widzów: 30 Sędziowie: Jaromír Štěpánek i Ľuboš Kohút MVP: Matej Kapina / Erik Gulák |

| 8.11.2023 19:00 (UTC+1) | VK Mirad UNIPO Prešov | 3:1 (25:19, 25:23, 23:25, 25:20) raport opis | SŠŠ Trenčín-Projekt RD SVF | Športová hala Prešovskej univerzity, Preszów Widzów: 180 Sędziowie: Ivan Hudák i Peter Dunčko MVP: Iwan Tasew / Martin Rendla |

|  | TJ Spartak Myjava | 6 – 0 | VK Slávia SPU Nitra |  |

| 18.10.2023 19:00 (UTC+2) | VK Slávia SPU Nitra | 0:3 (16:25, 23:25, 19:25) raport opis | TJ Spartak Myjava | Športová hala SPU, Nitra Widzów: 100 Sędziowie: Filip Moravčík i Miroslav Juráček MVP: Šimon Vician / Michal Zeman |

| 8.11.2023 19:00 (UTC+1) | TJ Spartak Myjava | 3:0 (25:16, 25:17, 25:13) raport opis | VK Slávia SPU Nitra | Mestská športová hala, Myjava Widzów: 115 Sędziowie: Peter Čuntala i Boris Kováč MVP: Ľuboš Ochodnický / Šimon Rzyman |

|  | Rieker UJS Komárno | 6 – 0 | ŠVK Tatran Banská Bystrica-Slovenská Ľupča |  |

| 18.10.2023 19:00 (UTC+2) | ŠVK Tatran Banská Bystrica-Slovenská Ľupča | 1:3 (12:25, 25:23, 16:25, 17:25) raport opis | Rieker UJS Komárno | Základná škola Sama Cambela, Slovenská Ľupča Widzów: 250 Sędziowie: Pavol Andrejčák i Jana Niklová MVP: Marek Záchenský / Patrik Kudra |

| 8.11.2023 19:00 (UTC+1) | Rieker UJS Komárno | 3:0 (25:15, 25:11, 25:17) raport opis | ŠVK Tatran Banská Bystrica-Slovenská Ľupča | Mestská športová hala, Komárno Widzów: 100 Sędziowie: Marek Szász i Peter Toman MVP: Jeff Lam / Max Veselý |

### Półfinały
|  | VKP FTVŠ UK Bratislava | 5 – 1 | TJ Spartak Myjava |  |

| 10.01.2024 19:00 (UTC+1) | TJ Spartak Myjava | 1:3 (25:20, 14:25, 14:25, 16:25) raport opis | VKP FTVŠ UK Bratislava | Mestská športová hala, Myjava Widzów: 256 Sędziowie: Boris Kováč i Andrij Yurlov MVP: Matúš Konc / Adrián Vančo |

| 18.01.2024 20:00 (UTC+1) | VKP FTVŠ UK Bratislava | 3:2 (21:25, 22:25, 25:21, 25:21, 18:16) raport opis | TJ Spartak Myjava | Dom športu, Bratysława Widzów: 250 Sędziowie: Lukáš Královič i Igor Schimpl MVP: Michal Trubač / Tobias Viskup |

|  | VK Mirad UNIPO Prešov | 3 – 3 | Rieker UJS Komárno |  |

| 10.01.2024 19:00 (UTC+1) | Rieker UJS Komárno | 3:0 (25:22, 25:16, 25:18) raport opis | VK Mirad UNIPO Prešov | Mestská športová hala, Komárno Widzów: 250 Sędziowie: Miroslav Sarka i Miroslav Juráček MVP: Maroš Kasperkevič / Ján Jendrejčák |

| 18.01.2024 17:00 (UTC+1) | VK Mirad UNIPO Prešov | 3:0 (25:22, 25:19, 25:21) raport opis | Rieker UJS Komárno | Športová hala Prešovskej univerzity, Preszów Widzów: 225 Sędziowie: Peter Höger i Juraj Mokrý MVP: Erik Gulák |

|  | VK Mirad UNIPO Prešov | złoty set: 12:15 | Rieker UJS Komárno |  |

### Finał
| 11.02.2024 18:30 (UTC+1) | VKP FTVŠ UK Bratislava | 3:1 (25:23, 22:25, 25:19, 25:12) raport opis | Rieker UJS Komárno | Mestská športová hala, Nitra Widzów: 1500 Sędziowie: Miroslav Juráček i Boris Kováč MVP: Juraj Zaťko |